# 민백상
민백상(閔百祥, 1711년 ~ 1761년)은 조선시대 후기의 문신로, 자는 이지(履之), 시호는 정헌(正獻)이다. 본관은 여흥이다.

## 생애
1740년 증광문과에 급제, 1745년 청나라에 파견되는 동지사의 서장관(書狀官)으로 북경에 왕래했다. 그 뒤 동래부사, 경상도관찰사, 대사성 등을 지냈다. 신임사화 때 아버지에게 신원(伸寃)을 입힌 소론에 대해 중벌을 주장하다가 역으로 탄핵을 받고 경상남도 거제도로 유배되었다. 1751년 석방되었다. 이후 대사헌, 이조판서를 거쳐 우의정으로 특진했다.
1761년 장헌세자 평양원유사건이 터지자 이에 대해 책임지고 영의정 이천보, 좌의정 이후와 함께 동반자살했다. 그러나, 실록에는 병사로 기록돼 있어 논란의 여지가 남아있다. 고종 36년 사도세자에 대한 장조 추존문제로 전면재조사를 벌인 결과 자살설이 확정돼 오늘까지 이어지고 있다.

## 가족 관계
- 할아버지 : 민진원(閔鎭遠, 1664 ~ 1736)
  - 숙부 : 민통수(閔通洙)
  - 아버지 : 민형수(閔亨洙)
  - 어머니 : 용인 이씨, 이세항의 딸
    - 동생 : 민백흥(閔百興, 1714 ~ 1774)
      - 부인 : 우봉 이씨, 이구의 딸
        - 아들 : 민홍섭(閔弘燮)
          - 손자 : 민치삼(閔致三)